# Hera (cantante)
Hera Hjartardóttir, nota semplicemente come Hera (Reykjavík, 1º aprile 1983), è una cantante e musicista islandese.

## Biografia
Nata a Reykjavík, iniziò a suonare la chitarra classica all'età di 8 anni, e successivamente anche il jazz piano dopo che un suo vicino le insegnò come suonare Garota de Ipanema. Salì alla ribalta nel 2001 quando venne pubblicato Not So Sweet, il suo primo album in studio, che all'Íslensku tónlistarverðlaunin, il principale riconoscimento musicale islandese, fruttò all'artista una statuetta come Cantante dell'anno. Nel corso degli anni seguenti vennero messi in commercio i dischi Not Your Type, Hafið þennan dag, Don't Play This e Rattle My Bones.
Nel 2020 è tornata nelle scene musicali con la pubblicazione del sesto album in studio eponimo, che ha esordito direttamente in vetta alla Tónlistinn, e che ha prodotto i singoli How Does a Lie Taste?, Process, Awake for Hours e Yours.

## Discografia

### Album in studio
- 2001 – Not So Sweet
- 2002 – Not Your Type
- 2003 – Hafið þennan dag
- 2006 – Don't Play This
- 2011 – Rattle My Bones
- 2020 – Hera

### Album dal vivo
- 2008 – Live at Al's

### Singoli
- 2019 – How Does a Lie Taste?
- 2020 – Process
- 2020 – Awake for Hours
- 2020 – Yours
- 2022 – Burn to Feel
- 2023 – Radio Silence
- 2023 – Hardcore
- 2024 – Holic
- 2024 – Do It
- 2024 – Slide on By